# Betriebshilfe
Betriebshilfe ist eine Sozialleistung und stellt eine Besonderheit der agrarsozialen Sicherung in Deutschland und Österreich dar.
Sofern die Aufrechterhaltung des landwirtschaftlichen Betriebs durch Arbeitsunfähigkeit des Unternehmers oder eines im Unternehmen mitarbeitenden Familienangehörigen gefährdet ist, wird die Betriebshilfe durch die zuständige Stelle sichergestellt. Der Betriebshelfer erledigt ausschließlich unaufschiebbare Aufgaben, wie z. B. melken oder ernten. Ziel ist es, die Weiterführung des landwirtschaftlichen Unternehmens, als Einkommensgrundlage der dem System zugehörigen landwirtschaftlichen Unternehmer, sicherzustellen. Die Betriebshilfe kann durch die Gewährung einer Haushaltshilfe ergänzt werden.
Zuständiger Kostenträger sind die Sozialversicherung für Landwirtschaft, Forsten und Gartenbau in Deutschland und die Sozialversicherungsanstalt der Bauern in Österreich.

## Deutschland
Die Sozialversicherung für Landwirtschaft, Forsten und Gartenbau (SVLFG) führt die Betriebshilfe als Sachleistung, grundsätzlich durch eigene Betriebshelfer durch. Weiter werden landwirtschaftliche Betriebshelfer von lokalen Maschinenringen gestellt. Kann keine geeignete Ersatzkraft gestellt werden, werden die Kosten für eine betriebsfremde, selbstbeschaffte Ersatzkraft erstattet.
Da die SVLFG als Verbundträger mehrere Sozialversicherungszweige umfasst, liegt die Zuständigkeit je nach Grund der ärztlich bestätigten Arbeitsunfähigkeit bei der landwirtschaftlichen Berufsgenossenschaft (Arbeitsunfall, Berufskrankheit), bei der landwirtschaftlichen Krankenkasse (z. B. Krankheit, Schwangerschaft) oder bei der landwirtschaftlichen Alterskasse (z. B. Rehabilitationsleistungen nach dem SGB VI). Die landwirtschaftlichen Alterskassen übernehmen die Betriebshilfe für landwirtschaftliche Unternehmer auch im Falle von Krankheit, wenn der landwirtschaftliche Unternehmer aufgrund gesetzlicher Regelungen nicht bei einer landwirtschaftlichen Krankenkasse versichert ist.
Je nach Leistungsträger und Anlass variieren zu tragende Eigenanteile oder die Höchstdauer der Leistung. Die Höchstdauer der Leistung ist abhängig vom Anlass der Gewährung und beträgt zwischen drei Monaten (Krankheit) und zwei Jahren (Tod des Unternehmers).

## Ausbildung
Betriebshelfer ist kein Ausbildungsberuf. Um als landwirtschaftlicher Betriebshelfer eingesetzt werden zu können, muss zuerst eine Ausbildung in der Agrar- und Ernährungsbranche abgeschlossen werden. Geeignet sind die Ausbildung zum Landwirt, zur Fachkraft Agrarservice, als Gärtner, Tierwirt oder Winzer. Landwirtschaftliche Verbände wie der Bundesverband der Maschinenringe empfehlen zusätzlich die drei Semester dauernde Ausbildung auf einer Landwirtschaftsschule.  

## Österreich
Fällt der Betriebsführer bzw. ein hauptberuflich beschäftigter Angehöriger mehr als zwei Wochen aus, leistet die Sozialversicherungsanstalt der Bauern einen Zuschuss zu den Kosten von Ersatzarbeitskräften. Die Höchstdauer der Leistung ist abhängig vom Anlass der Gewährung und beträgt zwischen drei Monaten (Krankheit) und zwei Jahren (Tod des Unternehmers).

## Trivia
Seit 2018 verleiht der Bundesverband der Maschinenringe den Betriebshilfe Award.